# Суховская (приток Язевки)
Суховская — река в России, протекает в Тюменской области. Устье реки находится в 18 км по левому берегу реки Язевка. Длина реки составляет 28 километров.

## Данные водного реестра
По данным государственного водного реестра России относится к Иртышскому бассейновому округу, водохозяйственный участок реки — Тобол от впадения реки Исеть и до устья, без рек Тура, Тавда, речной подбассейн реки — Тобол. Речной бассейн реки — Иртыш.
Код объекта в государственном водном реестре — 14010502612111200008436.